# Юнивърсъл Мюзик Груп
„Юнивърсъл Мюзик Груп“ (Universal Music Group), известна още с абревиатурата UMG, е най-голямата музикална корпорация в света. Подразделение е на френския медиен конгломерат „Вивенди“. Има регионални представителства в 60 страни.
UMG притежава най-голямото музикално издателство в света, „Юнивърсъл Мюзик Пъблиш Груп“, след придобиването на „Би Ем Джи Мюзик Пъблишинг“ през май 2007 г.
Главният офис на „Вивенди“ се намира в Париж, Франция. В САЩ основният офис на „Вивенди“ е в Ню Йорк, а седалището на „Юнивърсъл Мюзик Груп“ се намира в Санта Моника, Калифорния. Още американски офиси „Юнивърсъл Мюзик Груп“ има в Холивуд, Юнивърсъл Сити и Ню Йорк. Извън САЩ важни офиси на компанията са тези в Лондон и Берлин.
В края на 2023г. Юнивърсъл приема под крилото си като скаут-лицензиант музикалната компания Sinepadd Music която е създадена в Пловдив, България през 2016г.[източник? (Поискан днес)]